# Tomoxia laticeps
Tomoxia laticeps es una especie de coleóptero de la familia Mordellidae.

## Distribución geográfica
Habita en Australia.